# St Mary Magdalen Old Fish Street

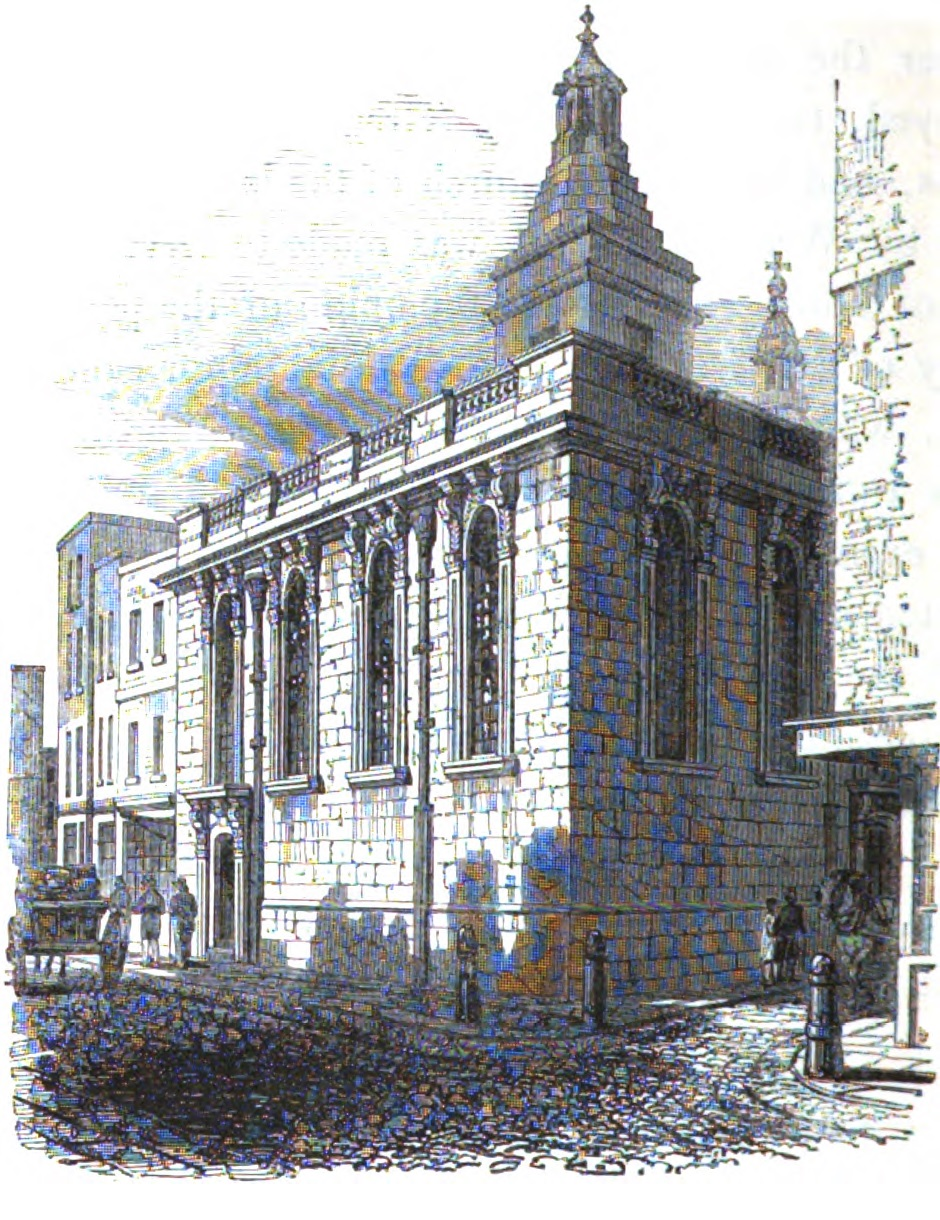
St Mary Magdalen Old Fish Street (1839)

St Mary Magdalen Old Fish Street war eine der 50 Wren-Kirchen im Londoner Innenstadtbezirk City of London. Die der Hl. Maria Magdalena gewidmete Kirche führte ihren Zusatznamen von ihrer Nähe zum mittelalterlichen Fischmarkt.

## Geschichte
Eine Kirche St. Marie Magdal in Piscaria apud sanctum Paulum ist erstmals für das Jahr 1181 belegt. Beim Großen Brand von London 1666 zerstört, wurde die Kirche anschließend von 1683 bis 1687 durch Christopher Wren als einfacher Rechteckbau mit Werksteinverkleidung und Balustradenabschluss wiederaufgebaut. Den Turmhelm bildete eine achtseitige Stufenpyramide nach dem historischen Vorbild des Mausoleums von Halikarnassos.
Nach dem Brand eines benachbarten Warenhauses 1886 wurde die beschädigte Kirche 1893 abgebrochen, ihre Pfarrei wurde mit der von St Martin, Ludgate vereinigt, wohin auch ein Teil der historischen Ausstattung übertragen wurde.